# Sjursjukjávrásj
Sjursjukjávrásj är varandra näraliggande sjöar i Jokkmokks kommun i Lappland som ingår i Luleälvens huvudavrinningsområde.
- Sjursjukjávrásj (Jokkmokks socken, Lappland, 745591-162743), sjö i Jokkmokks kommun, 67°10′24″N 18°44′21″Ö / 67.1732°N 18.7391°Ö
- Sjursjukjávrásj (Jokkmokks socken, Lappland, 745598-162713), sjö i Jokkmokks kommun, 67°10′21″N 18°44′43″Ö / 67.1726°N 18.7454°Ö (4,2 ha)
- Sjursjukjávrásj (Jokkmokks socken, Lappland, 745655-162634), sjö i Jokkmokks kommun, 67°10′43″N 18°43′17″Ö / 67.1787°N 18.7214°Ö (7,11 ha)